# 桓公 (戦国燕)
桓公（かんこう、生年不詳 - 紀元前362年）は、戦国時代の燕の君主。簡公の後を受けて燕国の君主となった。在位11年。